# Museo de Arte Stanley de la Universidad de Iowa
El Museo de Arte Stanley de la Universidad de Iowa es una institución de artes visuales que forma parte de la Universidad de Iowa en Iowa City, Iowa, en los Estados Unidos. Está acreditado por la Alianza Americana de Museos y su director forma parte de la Asociación de Directores de Museos de Arte (Norteamérica).
Desde su creación, el museo ha participado activamente en numerosos programas educativos y proyectos de investigación de la Facultad de Bellas Artes y de Historia del Arte de la Universidad de Iowa y, durante décadas, ha patrocinado la exposición anual del Máster de Bellas Artes (MFA - Master of Fine Arts), así como otras exposiciones de su profesorado. A lo largo de los años, el claustro de profesores de esta y otras Facultades y los estudiantes de posgrado de la Universidad han organizado exposiciones en el Museo vinculadas con sus investigaciones, cursos y seminarios. La misión educativa del Museo de Arte Stanley no solo abarca el plan de estudios de la Universidad de Iowa, sino que se extiende a todo el Estado.

## Colecciones
El Museo de Arte Stanley de la Universidad de Iowa, fundado en 1969, tiene una de las mejores colecciones de arte universitarias del país. Unos 15.500 objetos conforman las diversas colecciones, que incluyen pinturas, esculturas, grabados, dibujos, fotografías, cerámicas, tejidos, objetos de jade y platería.
A lo largo de su historia, un buen número de importante mecenas han hecho donaciones a la colección, incluyendo a Peggy Guggenheim, Owen y Leone Elliott, y Elizabeth M. y C. Maxwell Stanley. La donación Guggenheim incluye obras de Jackson Pollock, Roberto Matta, Charles Seliger e Irene Rice Pereira. La Colección Elliott incluye pinturas de Georges Braque, Marc Chagall, Giorigio de Chirico, Vasili Kandinsky, Fernand Léger, Franz Marc, Henri Matisse, Pablo Picasso o Maurice de Vlaminck, entre otros. La Colección Stanley de Arte Africano es una de las colecciones de arte africano más importantes de todo el país y cuenta actualmente con casi 2.000 objetos. Otras áreas importantes de las colecciones son los casi 5.300 grabados que abarcan toda la historia del grabado en Occidente, varios cientos de cerámicas (fundamentalmente procedente de talleres estadounidenses), objetos precolombinos, algunos objetos de arte etruscos y romanos y dibujos de tribus nativoamericanas.
Dos de las obras más conocidas de la Colección fueron donadas al Museo por la Facultad de Bellas Artes e Historia del Arte: el tríptico Karneval, de Max Beckmann, adquirido por la Facultad en 1946, y la pintura Mural, realizada por Jackson Pollock en 1943 para Peggy Guggenheim y que esta donó a la Facultad en 1951. Los fondos del Museo se completan con importantes pinturas de Robert Motherwell, Lyonel Feininger, Maurice Prendergast, Alekséi von Jawlensky, Joan Miró, Marsden Hartley, Stuart Davis, Grant Wood, Philip Guston, Ad Reinhardt, Richard Diebenkorn, Yasuo Kuniyoshi, Arthur G. Dove, Giorgio Morandi, Mark Rothko y Sam Gilliam y con esculturas de Louise Nevelson, Sol Lewitt, Mark di Suvero, Beverly Pepper, Henry Moore, Marcel Duchamp, Lil Picard, Alexander Calder, Peter Voulkos o George Rickey.

## Historia

### La construcción del Museo
En los primeros años de la década de 1960, el matrimonio formado por Owen y Leone Elliott, de Cedar Rapids, Iowa, ofreció a la Universidad su amplia colección de pinturas del siglo XX, grabados, antigüedades de plata y jade con la condición de que se construyera un Museo para albergar su donación, junto con los fondos artísticos que la Universidad tenía y los que pudiera tener en el futuro. En respuesta a esta propuesta, más de 2000 personas y empresas contribuyeron donando fondos para la construcción del Museo.
El Museo de Arte de la Universidad de Iowa (UIMA) fue inaugurado en 1969, aunque las colecciones de arte de la Universidad de Iowa son varias décadas anteriores al museo. En efecto, durante las décadas de 1940 y 1950, la Facultad de Bellas Artes e Historia del Arte de la Universidad había organizado varias exposiciones de arte contemporáneo y había adquirido algunas de las obras expuestas. Muchas de las principales pinturas del museo fueron adquiridas, precisamente, durante aquellos años, incluyendo las obras de Max Beckmann, Karneval, y de Joan Miró, Una gota de rocío que cae desde el ala de un pájaro despierta a Rosalie dormida a la sombra de una telaraña, de 1939. La obra de Jackson Pollock Mural también había sido donada a la Universidad por Peggy Guggenheim en la década de 1950.
Una donación del industrial Roy Carver, de Muscatine, Iowa, permitió la construcción de un gran edificio anexo, que abrió sus puertas en 1976 como sede de la Fundación de la Universidad de Iowa y de la Asociación de Antiguos Alumnos de la Universidad de Iowa, albergando también algunas partes del museo. Maxwell y Elizabeth Stanley, también de Muscatine, habían formado su colección de arte africano a lo largo de la década de 1970 y, en 1979, también donaron su mayor parte al museo.

### Renovación
La Asociación de Antiguos Alumnos y la Fundación de la Universidad de Iowa se trasladaron en 1999, liberando un espacio total de unos 70 000 pies cuadrados (6503,2 m²) del edificio para el Museo de Arte. En el verano de 2003, comenzó la esperada remodelación de las antiguas dependencias de la Asociación de Antiguos Alumnos o ala norte del edificio. Se demolió una superficie de casi 30 000 pies cuadrados (2787,1 m²) del edificio y se introdujeron cambios importantes en los sistemas mecánicos y los espacios del sótano. Las cocinas, oficinas, salas de reunión, etc., de la Fundación de la Universidad de Iowa y de la Asociación de Antiguos Alumnos fueron transformadas en galerías, almacenes y salas de trabajo.
En el otoño de 2004 se inauguró la Galería Norte para Exposiciones Especiales, junto con la remodelada Sala Lasansky y la Galería Nancy y Craig Willis. La antigua Sala de Estudio de Impresión fue transformada en la Galería Hoover-Paul de Obras sobre Papel. La Galería Norte añadió al Museo unos 6000 pies cuadrados (557,4 m²) de zonas de exposición adicionales.

### La inundación
En junio de 2008, el Museo se inundó, lo que obligó a evacuar sus colecciones. Gracias a su trabajo casi interrumpido durante la semana del 9 de junio de 2008, el personal del Museo, junto con aficionados al arte y personas voluntarias, consiguió evacuar las obras del Museo salvando, aproximadamente, el 99 por ciento del valor de los fondos antes de que la inundación obligara al cierre del Museo el viernes, 13 de junio de 2008.
En las semanas posteriores a la inundación, las obras restantes también fueron evacuadas y reunidas con  el resto de fondos en un almacén seguro para obras de arte en Chicago. Mientras tanto, el Museo intentó conseguir otros lugares alternativos, dentro y fuera del campus, para volver a exponer sus obras.
En enero de 2009, el Museo de Arte Figge, de Davenport (Iowa), ofreció al Museo de Arte de la Universidad de Iowa la posibilidad de utilizar sus dependencias para el almacenamiento y la exhibición de sus fondos hasta conseguir un espacio permanente en el campus de la Universidad. En marzo de ese año, el Museo de Arte de la Universidad de Iowa comenzó a trasladar su colección al Figge. En julio, el Museo terminó el inventario inicial de sus fondos.
En conjunto, alrededor de 200 obras requirieron de algún tipo de tratamiento por parte de los conservadores del Centro de Conservación Chicago por culpa de la inundación. Tras el tratamiento, fueron también almacenadas en el Figge. 

### Planes posteriores a la inundación
En agosto de 2009, la Rectora de la Universidad de Iowa, Sally Mason, anunció la formación de un Comité Estratégico para el Museo de Arte de la Universidad. Este Comité, formado por miembros de la comunidad, profesores y estudiantes de la Universidad, fue encargado de evaluar los mejores ejemplos de Museos de Arte universitarios y de deliberar sobre cuál podría servir mejor a las necesidades de la Universidad de Iowa. El Comité Estratégico entregó su informe a principios de 2010.
La Universidad se comprometió a construir un nuevo edificio, arquitectónicamente significativo, para reemplazar el edificio inundado en 2008. Este nuevo edificio debía ser parte de la nueva concepción artística del campus. El nuevo edificio albergaría las colecciones del Museo, así como aulas y laboratorios, como forma de integrar el Museo en el estudio de las artes visuales y en la misión educativa de la Universidad.
En abril de 2018, el museo fue rebautizado como Museo de Arte Stanley de la Universidad de Iowa en agradecimiento a una importante donación realizada por Richard y Mary Jo Stanley. La construcción del nuevo Museo de Arte Stanley comenzó en el otoño de 2019, tras la ceremonia de primera piedra el 7 de junio de 2019. La apertura al público del nuevo museo está prevista para el otoño de 2022.

## Exposición de las colecciones
Tras las inundaciones de Iowa de 2008, el edificio del Museo quedó cerrado de manera permanente. La mayoría de las colecciones evacuadas se ubican temporalmente en el Museo de Arte Figge en Davenport, Iowa, a cincuenta millas de la ciudad de Iowa.
En agosto de 2009, el Museo abrió una nueva zona de exposiciones en el Campus, ahora bautizada como Aula Visual Stanley, un espacio de unos 4000 pies cuadrados (371,6 m²) en el edificio del Iowa Memorial Union que alberga más de 500 obras de arte de las colecciones, específicamente seleccionadas para satisfacer necesidades docentes. El Aula Visual Stanley fue financiada casi en su integridad por la Agencia Federal para el Manejo de Emergencias y por una subvención del Fondo Nacional para las Humanidades. El resto de la colección se encuentra casi íntegramente almacenada en el Museo de Arte Figge, donde también se exhiben algunas obras. En marzo de 2020, el Aula Virtual Stanley cerró sus puertas en respuesta a las preocupaciones de seguridad durante la pandemia de COVID-19.  

## Directores
Los directores ejecutivos del Museo de Arte Stanley de la Universidad de Iowa desde su fundación en 1969 han sido:
- El Dr. Lauren Lessing (2018–presente)
- D. Steve McGuire (interino, 2018)
- D. James A. Leach (interino, 2017-2018)
- El Dr. Sean O'Harrow (2010-2017)
- D. Willard L. Boyd (interino, 2010)
- La Dra. Pamela White (interina, 2008-2010)
- El Dr. Howard Creel Collinson (2000-2008)
- El Dr. Stephen Prokopoff (1992-2000)
- Dña. Mary K. Lyman (interina, 1991-1992)
- Dña. Mary Roberts Kujawski (1988-1991)
- El Dr. Robert Hobbs (1983-1988)
- El Dr. Bruce W. Chambers (1980-1983)
- Dña. Jan K. Muhlert (1975-1979)
- D. Ulfert Wilke (1968-1975)